# Défis extrêmes : La Tournée mondiale
 (juillet 2020).
- Si vous ne connaissez pas le sujet, laissez ce bandeau (vous pouvez alors contacter les auteurs).
- Si vous supprimez le contenu mis en cause (vous pouvez préalablement contacter les auteurs),

argumentez précisément cette suppression dans la page de discussion
(un manque de référence n'est pas un argument ; une recherche réelle de référence doit avoir été effectuée, être formellement documentée).
 (août 2024).
Chronologie
Ciné défis extrêmes Défis extrêmes : Retour à l'île
Défis extrêmes : La Tournée mondiale (Total Drama World Tour) est la troisième saison de la série télévisée d'animation canadienne Défis extrêmes, diffusée entre le 10 juin 2010 et le 24 avril 2011 sur Teletoon et Télétoon.

## Synopsis
Quinze concurrents des deux saisons précédentes feront partie de cette saison avec en plus, la venue de deux (maintenant trois) autres nouveaux Candidats (Alejandro, Sarah-laurie et Bérangère). Ils feront le tour du monde pour gagner 1 million de dollars.
Après la fin de Ciné défis extrêmes, les 22 candidats ont été nommés à la cérémonie des Lézards pour le meilleure troupe de la télé-réalité, malheureusement, ils se font vite remplacé par une fausse nouvelle troupe et une fausse émission "Défis Extrême pour bêtes de foire", Nos Candidats tentent aussitôt de les rattraper grâce au Bus de DJ et sa maman  mais faute à Audrey, Ils finissent par tomber d'une falaise. JF décide d'aller chercher de l'aide avec 6 autres candidats, nos candidats restent cependant des jours à attendre. Louis Mercier sauve alors les concurrents et les conduit sur le plateau de Ciné défis extrêmes. Les candidats qui sont allés chercher de l'aide ne feront pas partie de la nouvelle saison. Les 17 candidats embarquent donc dans un avion quasiment détruit et partent autour du monde. Ils feront escale dans plusieurs pays et relèverons des défis. Les trois équipes de cette saison sont : l'équipe Amazone, l'équipe Victorieuse et l'équipe Louis est super super super super canon Les candidats éliminés devront se munir d'un parachute et effectuer le saut de la honte. Les finalistes de cette saison sont Marilou et Alejandro. Comme pour les saisons précédentes, le gagnant n'est pas le même dans chaque pays et la façon de le choisir reste la même. En France, la gagnante est Marilou et au Québec, le gagnant est Alejandro.
L'équipe Victorieuse ne mérite pas son nom, car cette équipe a eu la particularité d'avoir successivement échoué tout les défis éliminatoires jusqu'à ce que l'équipe soit entièrement décimée.

### Le Contre-choc Show De Défis Extrêmes: La Tournée mondiale
Contre-choc Show (Aftermath en VO), ou Entre-amis au Québec, sont des épisodes spéciaux qui ont lieu tous les six épisodes. Dans cette saison JF est accompagné de Bérangère pour la présentation Lors des Contre-choc Shows, JF et Bérangère interviewent les candidats qui n'ont pas participé à la nouvelle saison sur l'expérience des candidats de Défis Extrêmes : La Tournée mondiale. Les Contre-choc Shows proposent plusieurs séquences tel que Les films jamais vu auparavant (qui montrent des scènes inédites des épisodes), Le Bêtisier royal deluxe (une compilation où l'on voit les concurrents qui sont blessés sérieusement) et La Vérité ou la Pâtée (les candidats sont bombardés de questions et s'ils mentent, divers objets leur tomberont dessus).
Un épisode spécial du Contre-choc show intitulé : Contre-choc Show : Téléphonique ! En effet, comme l'équipe est coincée en Jamaïque, faute d'argent, JF, Brigitte et Bérangère organisent un Téléthon en faisant appel à la générosité des téléspectateurs afin de récolter des fonds pour que Louis et les candidats restants puissent reprendre leur tournée mondiale.

### Anecdotes
- Cette saison est marquée par d'énormes rebondissements comme des égalités au scrutin (Episode 16 entre Audrey et Joëlle ou encore Episode 20 entre Audrey et Bérengère )
- Édith est la 1ère candidate contrainte de quitter l'aventure sur décision médicale
- C'est aussi la dernière saison dans laquelle la réunification est effectuée en effet à partir de Défis extrêmes : Retour à l'île le nombre de candidats étant réduit le rythme de la compétition est donc plus rapide
- Point de vue victoire: Marilou (5 épreuves remportées) , Alejandro (4 épreuves remportées) et Sarah Laurie (4 épreuves remportées) sont les candidats les plus actifs

## Diffusion
| Saison | Épisodes | Pays       | Chaîne            | Date diffusion du premier épisode | Date diffusion du dernier épisode |
| ------ | -------- | ---------- | ----------------- | --------------------------------- | --------------------------------- |
| 3      | 26       | Canada     | Teletoon/Télétoon | 10 juin 2010                      | 24 avril 2011                     |
| 3      | 26       | États-Unis | Cartoon Network   | 21 juin 2010                      | 15 novembre 2010                  |
| 3      | 26       | France     | Canal+            | 29 mars 2011                      | 1er mai 2011                      |

## Personnages
15 des 22 candidats originaux ont participé à cette saison :
- Audrey (Courtney en VO) (VFB : Prunelle Rulens ; VQ : Julie Burrough)
- Brigitte (Bridgette en VO) (VFB : Mélanie Dermont ; VQ : Marika Lhoumeau)
- DJ (VFB : Claudio Dos Santos ; VQ : Widemir Normil)
- Édith (Izzy en VO) (VFB : Cécile Florin ; VQ : Élisabeth Lenormand)
- Ézekiel (Ezekiel en VO) (VFB : Pablo Hertsens ; VQ : Hugolin Chevrette)
- Gontran (Owen en VO) (VFB : Gauthier de Fauconval ; VQ : Patrick Chouinard)
- Harold (VFB : Sébastien Hébrant ; VQ : Dominique Côté)
- Hugo (Duncan en VO) (VFB : Aurélien Ringelheim ; VQ : Benoît Éthier)
- Joëlle (Gwen en VO) (VFB : Nathalie Stas ; VQ : Geneviève Désilets)
- Jordy (Cody en VO) (VFB : Pablo Hertsens ; VQ : Philippe Martin)
- Leshawna (VFB : Annette Gatta ; VQ : Lorna Gordon)
- Lucas (Noah en VO) (VFB : Alexandre Crépet ; VQ : Philippe Martin)
- Marilou (Heather en VO) (VFB : Alexandra Correa ; VQ : Viviane Pacal)
- Simon (Tyler en VO) (VFB : Antoni Lo Presti ; VQ : Hugolin Chevrette)
- Tania (Lindsay en VO) (VFB : Véronique Fyon ; VQ : Geneviève Cocke)

Trois nouveaux candidats ont été introduits dans la saison :
- Alejandro (Alessandro en VQ) (VFB : Maxime Donnay ; VQ : Guillaume Champoux)
- Sarah-Laurie (Sierra en VO) (VFB : Marielle Ostrowski ; VQ : Julie Beauchemin)
- Bérangère (Blaineley en VO) (Mélanie en VQ) (VFB : Angélique Leleux ; VQ : Éveline Gélinas)

 Source et légende : version québécoise (VQ) sur Doublage.qc.ca
Contrairement aux autres saisons, les candidats ont été répartis en trois équipes : l'équipe Victorieuse, l'équipe Louis est super super super super canon (abrégée en équipe Louis) et l'équipe Amazone. Ce tableau représente les équipes finales du jeu. Au début, Sarah-Laurie était dans l'équipe Louis et Édith dans l'équipe Amazone, lors de l'épisode 2, Sarah et Édith échangent leurs places. Ayant quitté le jeu avant que les équipes soient créées, Hugo a cependant intégré l'équipe Louis est super super super canon après son retour dans l'épisode 13. Bérangère quant à elle, est arrivée bien après le milieu de la saison, les équipes ayant été dissoutes, elle n'a été placée dans aucune d'elles.
Équipe Amazone : Audrey, Joëlle, Jordy, Marilou et Sarah-Laurie
Équipe Louis est super super super super canon : Alejandro, Édith, Gontran, Hugo (à partir de l'épisode 13), Lucas et Simon
Équipe Victorieuse : Brigitte, DJ, Ezékiel, Harold, Leshawna et Tania
Sans équipe : Bérangère

## Épisodes

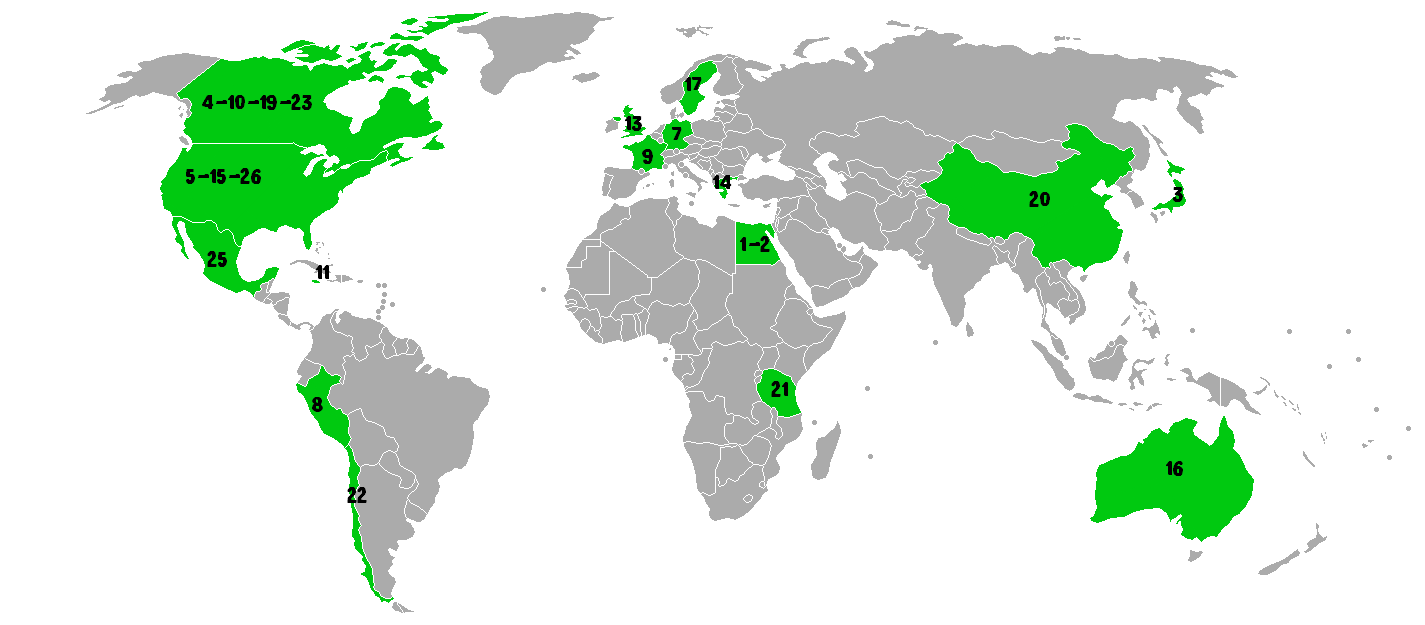
Pays visités numérotés par ordre des épisodes

## Épisodes 1 et 2
Pays et lieux visités :
Pyramides de Gizeh et Nil (Égypte)

## Épisode 3
Pays visité :
Japon

## Épisode 4
Pays visité :
Canada (Yukon)

## Épisode 5
Pays et lieux visités :
New York, Central Park, statue de la Liberté.

## Épisode 7
Pays visité : Alpes, Tyrol.

## Épisode 8
Pays visité : Pérou, forêt amazonienne.

## Classement
| Place   | Nom                                     | Équipe              |                     | Épisode                                  | Raisons de l'élimination | Statut des équipes     |
| ------- | --------------------------------------- | ------------------- | ------------------- | ---------------------------------------- | --- | ---------------------- |
| —       | Hugo                                    | Équipes non-formées | Abandon             | Toutankhamon, tout en chanson - Partie 1 | Il n'a pas voulu chanter et s'est donc éliminé tout seul. Il a quitté le jeu juste après l'élimination d'Ezékiel. |                        |
| 18e     | Ezékiel                                 | Victorieuse         | Éliminé             | Toutankhamon, tout en chanson - Partie 2 | Il a perdu la récompense (un bâton de sourcier) ce qui a fait perdre son équipe. | Équipes non-fusionnées |
| 17e     | Harold                                  | Victorieuse         | Abandon             | Au pays du soleil flippant               | Il s'est éliminé lui-même pour sauver l'honneur de son équipe. | Équipes non-fusionnées |
| 16e     | Brigitte                                | Victorieuse         | Éliminée            | Une journée trop blizzard                | Alejandro l'a manipulée afin qu'elle se retrouve la langue collée à un poteau, elle n’a donc pas pu finir le parcours. À la suite de sa sortie, elle reprend sa place d’animatrice du talk show avec son petit ami JF, où ils reçoivent tous les candidats. | Équipes non-fusionnées |
| 15e     | Leshawna                                | Victorieuse         | Éliminée            | La Baffaroise                            | Sa dispute avec Marilou à causé la défaite de son équipe, ils l’ont alors éliminée à l’unanimité. | Équipes non-fusionnées |
| 14e     | Tania                                   | Victorieuse         | Éliminée            | Course au musée                          | Étant donné qu'il ne restait plus que deux membres dans l'équipe Victorieuse, un défilé de mode a été organisé pour départager Tania et DJ. Le modèle de DJ a été jugé plus original et Tania a perdu. | Équipes non-fusionnées |
| 13e     | Édith (Mégaciboulot)                    | Louis               | Abandon             | En rade chez les Rastas                  | À la suite d'un choc, elle est devenue intelligente, même trop (elle avait trouvé la formule permettant de voyager dans le temps) et donc l'armée l'a réquisitionnée. Elle a quitté le jeu. | Équipes non-fusionnées |
| 12e     | DJ                                      | Victorieuse         | Éliminé             | En rade chez les Rastas                  | Il a perdu le défi de skate à cause d'Alejandro qui l'a manipulé pour qu'il sache que ce dernier avait dessiné le signe sur le poisson, en effet, DJ avait la malédiction parce qu'il y croyait. Il pouvait gagner mais a perdu le défi car Alejandro a manipulé Simon afin qu'il puisse casser la planche sans que celui-ci le voit. | Équipes non-fusionnées |
| 11e     | Lucas                                   | Louis               | Éliminé             | Jack attaque !                           | Il a profité de l'absence d'Alejandro pour dire du mal de lui, or ce dernier a regardé l'émission en direct dans l'avion et a tout entendu, il a alors convaincu Hugo et Simon de voter contre Lucas. | Équipes non-fusionnées |
| 10e     | Simon                                   | Louis               | Éliminé             | Les bleus de l'espace                    | Hugo a fait du chantage avec Alejandro, il lui a dit qu'il lui enlèverait l'alien collé sur le visage et en échange, il ne voterait pas pour lui. Alejandro a voté pour Simon car il était inutile et a fait perdre le défi à son équipe. | Équipes non-fusionnées |
| 9e      | Joëlle                                  | Amazone             | Éliminée            | Il fait très chaud à Hanging Rock !      | Elle s'est retrouvée en égalité avec Audrey mais, elle a perdu le défi pour les départager. | Équipes non-fusionnées |
| 8e      | Gontran                                 | Louis               | Éliminé             | Un mariage qui tombe à l'eau             | Alejandro a convaincu Hugo, Marilou et Sarah-Laurie d'éliminer Gontran car sa popularité et le fait qu'il a gagné la première saison représentaient une menace. | Équipes Fusionnées     |
| 7e / 6e | Audrey / Bérangère                      | Amazone / Aucune    | Éliminée / Éliminée | Brochette de tricheurs à la chinoise     | Pendant le défi « cuisine chinoise », Alejandro, Audrey et Bérangère ont triché. Alejandro - mangeur très difficile - donnait ses plateau-défis lors de la première manche à Audrey et Bérangère avait passé une alliance avec Chef qui lui préparait de très bons plats. Marilou a averti Louis, qui a proposé une dernière manche en les empêchant de tricher. C'est Sarah-Laurie qui le remporta donc. En conséquence de cette supercherie, Marilou, Alejandro et Audrey ont voté contre Bérangère et Bérangère, Sarah-Laurie et Hugo ont voté contre Audrey (Jordy ayant voté contre Sarah-Laurie comme à son habitude). Il y a eu égalité et comme l'émission avait des problèmes de budget, Louis a proposé que deux personnes soient éliminées, celles qui avaient eu le plus de voix donc Audrey et Bérangère. Au moment du vote, elle et Audrey sont à égalité, Louïs qui rencontre des problèmes de budget, décide d’éliminer les deux. | Équipes Fusionnées     |
| 5e      | Hugo                                    | Louis               | Éliminé             | Zizanie en Tanzanie                      | Il a eu le plus de voix contre lui car Marilou l'a manipulé pour gagner le défi. | Équipes Fusionnées     |
| 4e      | Sarah-Laurie                            | Amazone             | Disqualifiée        | Anniversaire de Jordy                    | À l'origine, c'est Alejandro qui devait être éliminé. Mais pendant que Louis annonce les résultats du vote, elle fait exploser l'avion de Louis, et par conséquent, Louis l'a éliminé. | Équipes Fusionnées     |
| 3e      | Jordy                                   | Amazone             | Éliminé             | Tout feu tout flamme                     | Il a perdu le défi contre Alejandro et finit donc 3e. | Équipes Fusionnées     |
| 2e      | Alejandro ou Marilou (selon la version) | Louis               | Deuxième            | Tout feu tout flamme                     | Marilou l'a manipulé en l'embrassant mais elle lui a donné un coup dans les parties génitales et l'a poussé sur un glaçon qui a glissé tout en bas du volcan. Fin Alternative (Canada) : Marilou l'a manipulé en l'embrassant mais elle lui a donné un coup dans les parties génitales et l'a poussé sur un glaçon qui a glissé tout en bas de volcan. Cependant, Marilou a fait l'erreur de tomber son mannequin, ce qui lui a offert la victoire et le million de dollars | Équipes Fusionnées     |
| 1er     | Marilou                                 | Amazone             | Vainqueur           | Tout feu tout flamme                     | Elle a manipulé Alejandro pour qu'il tombe en bas du volcan et a jeté le mannequin qu'elle avait fabriqué dans le cratère elle devient donc la grande gagnante de la saison 3, mais également la candidate qui a remportée le plus de victoires en épreuves depuis la 1ère saison. Fin alternative (Canada) : Elle a manipulé Alejandro pour qu'il tombe en bas du volcan mais elle se trompe de mannequin et fait tomber celui fabriqué par Alejandro, ce qui lui a déclaré vainqueur | Équipes Fusionnées     |

### Résultats
| Place | Nom          | Épisode 1 | Épisode 2 | Épisode 3 | Épisode 4 | Épisode 5 | Épisode 6 | Épisode 7 | Épisode 8 | Épisode 9 | Épisode 10 | Épisode 11 | Épisode 12 | Épisode 13 | Épisode 14 | Épisode 15 | Épisode 16 | Épisode 17 | Épisode 18 | Épisode 19 | Épisode 20         | Épisode 21 | Épisode 22 | Épisode 23 | Épisode 24 | Épisode 25 | Épisode 26 |
| ----- | ------------ | --------- | --------- | --------- | --------- | --------- | --------- | --------- | --------- | --------- | ---------- | ---------- | ---------- | ---------- | ---------- | ---------- | ---------- | ---------- | ---------- | ---------- | ------------------ | ---------- | ---------- | ---------- | ---------- | ---------- | ---------- |
|       |              |           |           |           |           |           |           |           |           |           |            |            |            |            |            |            |            |            |            |            |                    |            |            |            |            |            |            |
| 1     | Marilou      | Sauvée    | Immunisée | Immunisée | Sauvée    | Sauvée    |           | Immunisée | Sauvée    | Immunisée | Sauvée     | Sauvée     |            | Immunisée  | Immunisée  | Immunisée  | Sauvée     | Sauvée     |            | Nommée     | Sauvée             | Nommée     | Immunisée  | Sauvée     |            | Immunisée  | Gagnante   |
| 2     | Alejandro    | Sauvé     | Sauvé     | Sauvé     | Immunisé  | Sauvé     |           | Sauvé     | Sauvé     | Sauvé     | Sauvé      | Immunisé   |            | Nommé      | Sauvé      | Sauvé      | Immunisé   | Immunisé   |            | Sauvé      | Sauvé              | Immunisé   | Sauvé      | Sauvé      |            | Sauvé      | Éliminé    |
| 3     | Jordy        | Sauvé     | Immunisé  | Immunisé  | Sauvé     | Sauvé     |           | Immunisé  | Sauvé     | Immunisé  | Sauvé      | Sauvé      |            | Immunisé   | Immunisé   | Immunisé   | Sauvé      | Sauvé      |            | Sauvé      | Sauvé              | Sauvé      | Sauvé      | Sauvé      |            | Sauvé      | Éliminé    |
| 4     | Sarah-Laurie | Sauvée    | Immunisée | Immunisée | Sauvée    | Sauvée    |           | Immunisée | Sauvée    | Immunisée | Sauvée     | Sauvée     |            | Immunisée  | Immunisée  | Immunisée  | Sauvée     | Sauvée     |            | Nommée     | Immunisée          | Nommée     | Sauvée     | Exclu      |            |            |            |
| 5     | Hugo         | Abandon   |           |           |           |           |           |           |           |           |            |            |            | Sauvé      | Sauvé      | Nommé      | Immunisée  | Immunisée  |            | Immunisée  | Sauvé              | Éliminé    |            |            |            |            |            |
| 6     | Audrey       | Sauvée    | Immunisée | Immunisée | Sauvée    | Sauvée    |           | Immunisée | Sauvée    | Immunisée | Sauvée     | Sauvée     |            | Immunisée  | Immunisée  | Immunisée  | Nommée     | Sauvée     |            | Immunisée  | Éliminée           |            |            |            |            |            |            |
| 7     | Bérangère    |           |           |           |           |           |           |           |           |           |            |            |            |            |            |            |            |            |            | Sauvée     | Éliminée (égalité) |            |            |            |            |            |            |
| 8     | Gontran      | Sauvé     | Sauvé     | Sauvé     | Immunisé  | Sauvé     |           | Sauvé     | Sauvé     | Sauvé     | Sauvé      | Immunisé   |            | Sauvé      | Sauvé      | Sauvé      | Immunisé   | Immunisé   |            | Éliminé    |                    |            |            |            |            |            |            |
| 9     | Joëlle       | Sauvée    | Immunisée | Immunisée | Sauvée    | Sauvée    |           | Immunisée | Sauvée    | Immunisée | Sauvée     | Sauvée     |            | Immunisée  | Immunisée  | Immunisée  | Éliminée   |            |            |            |                    |            |            |            |            |            |            |
| 10    | Simon        | Sauvé     | Sauvé     | Sauvé     | Immunisé  | Sauvé     |           | Sauvé     | Sauvé     | Sauvé     | Sauvé      | Immunisé   |            | Sauvé      | Sauvé      | Éliminé    |            |            |            |            |                    |            |            |            |            |            |            |
| 11    | Lucas        | Sauvé     | Sauvé     | Sauvé     | Immunisé  | Sauvé     |           | Sauvé     | Sauvé     | Sauvé     | Sauvé      | Immunisé   |            | Éliminé    |            |            |            |            |            |            |                    |            |            |            |            |            |            |
| 12    | DJ           | Sauvé     | Nommé     | Nommé     | Nommé     | Sauvé     |           | Nommé     | Immunisé  | Nommé     | Sauvé      | Éliminé    |            |            |            |            |            |            |            |            |                    |            |            |            |            |            |            |
| 13    | Édith        | Sauvée    | Sauvée    | Sauvée    | Immunisée | Sauvée    |           | Sauvée    | Sauvée    | Sauvée    | Sauvée     | Abandon    |            |            |            |            |            |            |            |            |                    |            |            |            |            |            |            |
| 14    | Tania        | Sauvée    | Sauvée    | Sauvée    | Sauvée    | Sauvée    |           | Sauvée    | Immunisée | Éliminée  |            |            |            |            |            |            |            |            |            |            |                    |            |            |            |            |            |            |
| 15    | Leshawna     | Sauvée    | Sauvée    | Sauvée    | Sauvée    | Sauvée    |           | Éliminée  |           |           |            |            |            |            |            |            |            |            |            |            |                    |            |            |            |            |            |            |
| 16    | Brigitte     | Sauvée    | Sauvée    | Sauvée    | Éliminée  |           |           |           |           |           |            |            |            |            |            |            |            |            |            |            |                    |            |            |            |            |            |            |
| 17    | Harold       | Sauvé     | Sauvé     | Éliminé   |           |           |           |           |           |           |            |            |            |            |            |            |            |            |            |            |                    |            |            |            |            |            |            |
| 18    | Ezékiel      | Sauvé     | Éliminé   |           |           |           |           |           |           |           |            |            |            |            |            |            |            |            |            |            |                    |            |            |            |            |            |            |

### Légende
Ce candidat est immunisé.
 Ce candidat est sauvé de l'élimination.
 Ce candidat est le dernier à être sauvé.
 Ce candidat est éliminé.
 Ce candidat est disqualifié.

### Bilan par épisode
| Épisode     | Diffusion         | Épreuves       |                     | Conseil  | Conseil |
| Épisode     | Diffusion         | Immunité       | Éliminé(s)          | Votes    |         |
| ----------- | ----------------- | -------------- | ------------------- | -------- | ------- |
| 1re épisode | 10 juin 2010      | /              | Hugo                | /        |         |
| 2e épisode  | 9 septembre 2010  | Amazone        | Ézékiel             | 5-1      |         |
| 3e épisode  | 16 septembre 2010 | Amazone        | Harold              | 3-2      |         |
| 4e épisode  | 23 septembre 2010 | Louis          | Brigitte            | 3-1      |         |
| 7e épisode  | 14 octobre 2010   | Amazone        | Leshawna            | 2-1      |         |
| 8e épisode  | 4 novembre 2010   | Victorieuse    | Marilou             | 3-2      |         |
| 9e épisode  | 18 novembre 2010  | Amazone        | Tania               | /        |         |
| 11e épisode | 2 décembre 2010   | Louis          | Édith               | /        |         |
| 11e épisode | 2 décembre 2010   | Louis          | DJ                  | /        |         |
| 13e épisode | 16 décembre 2010  | Amazone        | Lucas               | 3-2      |         |
| 14e épisode | 30 décembre 2010  | Amazone        | Hugo                | 3-1      |         |
| 15e épisode | 6 janvier 2011    | Amazone        | Simon               | 3-1      |         |
| 16e épisode | 13 janvier 2011   | Louis          | Joëlle              | 2-2-1    |         |
| 19e épisode | 3 février 2011    | Audrey et Hugo | Gontran             | 4-2-2    |         |
| 20e épisode | 10 février 2011   | Sarah-Laurie   | Audrey et Bérangère | 3-3-1    |         |
| 21e épisode | 24 février 2011   | Alejandro      | Hugo                | 2-1-1    |         |
| 22e épisode | 2 mars 2011       | Marilou        | Sarah-Laurie        | 3-1      |         |
| 23e épisode | 10 mars 2011      | Sarah-Laurie   | Sarah-Laurie        | /        |         |
| 26e épisode | 24 avril 2011     | Marilou        | Jordy               | /        |         |
| FINALE      | FINALE            | FINALE         | GAGNANTE            | GAGNANTE |         |
| 26e épisode | 24 avril 2011     | Marilou        | Marilou             | Marilou  |         |

### Détails des votes
|              | Équipes initiales | Équipes initiales | Équipes initiales | Équipes initiales | Équipes initiales | Équipes initiales | Équipes initiales | Équipes initiales | Équipes initiales | Équipes initiales | Équipes initiales | Équipes initiales | Équipes initiales | Équipes initiales | Équipes initiales | Équipes initiales | Équipes initiales | Équipes initiales | Équipes initiales | Équipe réunifiée | Équipe réunifiée | Équipe réunifiée | Équipe réunifiée | Équipe réunifiée | Équipe réunifiée | Équipe réunifiée | Équipe réunifiée | Équipe réunifiée | Équipe réunifiée |
| ------------ | ----------------- | ----------------- | ----------------- | ----------------- | ----------------- | ----------------- | ----------------- | ----------------- | ----------------- | ----------------- | ----------------- | ----------------- | ----------------- | ----------------- | ----------------- | ----------------- | ----------------- | ----------------- | ----------------- | ---------------- | ---------------- | ---------------- | ---------------- | ---------------- | ---------------- | ---------------- | ---------------- | ---------------- | ---------------- |
| ► Épisode    | 1                 | 2                 | 3                 | 4                 | 5                 | 6                 | 7                 | 8                 | 9                 | 10                | 11                | 11                | 12                | 13                | 14                | 15                | 16                | 17                | 18                | 19               | 20               | 20               | 21               | 22               | 23               | 24               | 25               | 26               | 26               |
| ► Éliminé    |                   | Ezékiel           | Harold            | Brigitte          |                   |                   | Leshawna          | Marilou           | Tania             |                   | Édith             | DJ                |                   | Lucas             | Hugo              | Simon             | Joëlle            |                   |                   | Gontran          | Audrey           | Bérangère        | Hugo             |                  | Sarah-Laurie     |                  |                  | Jordy            | Alejandro        |
| ► Votes      | 5/6               | 1/5               | 3/4               | 2/3               | 3/5               | 0                 | 0                 | 0                 | 3/5               | 3/4               | 3/4               | 2/5               | 4/8               | 3/7               | 3/7               | 2/5               | 0                 | 0                 | 0                 |                  |                  |                  |                  |                  |                  |                  |                  |                  |                  |
| ▼Candidats   | Votes             | Votes             | Votes             | Votes             | Votes             | Votes             | Votes             | Votes             | Votes             | Votes             | Votes             | Votes             | Votes             | Votes             | Votes             | Votes             | Votes             | Votes             | Votes             | Votes            | Votes            | Votes            | Votes            | Votes            | Votes            | Votes            | Votes            | Votes            | Votes            |
| Marilou      |                   |                   |                   |                   |                   |                   |                   | Joëlle            |                   |                   |                   |                   |                   |                   |                   |                   | Audrey            |                   |                   | Gontran          | Audrey           |                  | Hugo             |                  |                  |                  |                  |                  | Gagnante         |
| Alejandro    |                   |                   |                   |                   |                   |                   |                   |                   |                   |                   |                   |                   |                   | Lucas             | Hugo              | Simon             |                   |                   |                   | Gontran          |                  | Bérangère        | Hugo             |                  |                  |                  |                  |                  | Deuxième         |
| Jordy        |                   |                   |                   |                   |                   |                   |                   | Sarah-Laurie      |                   |                   |                   |                   |                   |                   |                   |                   | Sarah-Laurie      |                   |                   | Sarah-Laurie     | Sarah-Laurie     | Sarah-Laurie     | Sarah-Laurie     |                  |                  |                  |                  |                  | Troisième        |
| Sarah-Laurie |                   |                   |                   |                   |                   |                   |                   | Marilou           |                   |                   |                   |                   |                   |                   |                   |                   | Joëlle            |                   |                   | Gontran          |                  | Bérangère        | Marilou          |                  |                  |                  |                  |                  |                  |
| Hugo         |                   |                   |                   |                   |                   |                   |                   |                   |                   |                   |                   |                   |                   | Lucas             | Simon             | Simon             |                   |                   |                   | Gontran          | Audrey           |                  | Alejandro        |                  |                  |                  |                  |                  |                  |
| Audrey       |                   |                   |                   |                   |                   |                   |                   | Marilou           |                   |                   |                   |                   |                   |                   |                   |                   | Joëlle            |                   |                   | Marilou          |                  | Bérangère        |                  |                  |                  |                  |                  |                  |                  |
| Bérangère    |                   |                   |                   |                   |                   |                   |                   |                   |                   |                   |                   |                   |                   |                   |                   |                   |                   |                   |                   | Sarah-Laurie     | Audrey           |                  |                  |                  |                  |                  |                  |                  |                  |
| Gontran      |                   |                   |                   |                   |                   |                   |                   |                   |                   |                   |                   |                   |                   | Alejandro         | Hugo              | Simon             |                   |                   |                   | Marilou          |                  |                  |                  |                  |                  |                  |                  |                  |                  |
| Joëlle       |                   |                   |                   |                   |                   |                   |                   | Marilou           |                   |                   |                   |                   |                   |                   |                   |                   | Audrey            |                   |                   |                  |                  |                  |                  |                  |                  |                  |                  |                  |                  |
| Simon        |                   |                   |                   |                   |                   |                   |                   |                   |                   |                   |                   |                   |                   | Lucas             | Hugo              | Hugo              |                   |                   |                   |                  |                  |                  |                  |                  |                  |                  |                  |                  |                  |
| Lucas        |                   |                   |                   |                   |                   |                   |                   |                   |                   |                   |                   |                   |                   | Alejandro         |                   |                   |                   |                   |                   |                  |                  |                  |                  |                  |                  |                  |                  |                  |                  |
| DJ           |                   | Ezékiel           | DJ                | Brigitte          |                   |                   | Leshawna          |                   |                   |                   |                   |                   |                   |                   |                   |                   |                   |                   |                   |                  |                  |                  |                  |                  |                  |                  |                  |                  |                  |
| Édith        |                   |                   |                   |                   |                   |                   |                   |                   |                   |                   |                   |                   |                   |                   |                   |                   |                   |                   |                   |                  |                  |                  |                  |                  |                  |                  |                  |                  |                  |
| Tania        |                   | Ezékiel           | DJ                | Brigitte          |                   |                   | Leshawna          |                   |                   |                   |                   |                   |                   |                   |                   |                   |                   |                   |                   |                  |                  |                  |                  |                  |                  |                  |                  |                  |                  |
| Leshawna     |                   | Ezékiel           | DJ                | Brigitte          |                   |                   | DJ                |                   |                   |                   |                   |                   |                   |                   |                   |                   |                   |                   |                   |                  |                  |                  |                  |                  |                  |                  |                  |                  |                  |
| Brigitte     |                   | Ezékiel           | DJ                | DJ                |                   |                   |                   |                   |                   |                   |                   |                   |                   |                   |                   |                   |                   |                   |                   |                  |                  |                  |                  |                  |                  |                  |                  |                  |                  |
| Harold       |                   | Ezékiel           | Harold            |                   |                   |                   |                   |                   |                   |                   |                   |                   |                   |                   |                   |                   |                   |                   |                   |                  |                  |                  |                  |                  |                  |                  |                  |                  |                  |
| Ezékiel      |                   | DJ                |                   |                   |                   |                   |                   |                   |                   |                   |                   |                   |                   |                   |                   |                   |                   |                   |                   |                  |                  |                  |                  |                  |                  |                  |                  |                  |                  |

### Candidats ayant échappé à l'élimination
| Place | Nom          | Équipe      |       | Épisode                    | Raisons de l'élimination | Statut des équipes     |
| ----- | ------------ | ----------- | ----- | -------------------------- | --- | ---------------------- |
| 17e   | DJ           | Victorieuse | Votes | Au pays du soleil flippant | DJ est le candidat qui est éliminé, mais Harold a annoncé qu'il quitte le jeu pour sauver l'honneur de son équipe.                                                     | Équipes non-fusionnées |
| 14e   | Marilou      | Amazone     | Votes | Dans l'enfer amazonien     | Marilou aurait dû être éliminé, mais Louis a refusé son élimination, estimant que ce défi n'était qu'une épreuve de confort et par conséquent, personne n'est éliminé. | Équipes non-fusionnées |
| 10e   | Hugo         | Louis       | Votes | Un lourd secret            | Hugo devait se faire éliminer, mais Louis a refusé son élimination, estimant que sa présence rajoutait de l'action dans le jeu.                                        | Équipes non-fusionnées |
| 4e    | Sarah-Laurie | Louis       | Votes | Omelette à l'île de Pâques | Sarah-Laurie aurait dû être éliminée, elle a reçu les votes de ceux d'Alejandro, Jordy et Marilou. Mais Louis a encore piégé les candidats.                            | Équipes fusionnées     |
| 4e    | Alejandro    | Louis       | Votes | Anniversaire de Jordy      | Alejandro est le candidat qui est éliminé, mais Sarah-Laurie a fait exploser l'avion de Louis. Par conséquent, elle a été mise dehors. Alejandro a été sauvé.          | Équipes fusionnées     |

## Chansons
| Épisode | Titre                            | Chanteurs                                                                            |
| ------- | -------------------------------- | ------------------------------------------------------------------------------------ |
| 1       | Vole avec nous                   | Tout le monde                                                                        |
| 2       | C'est l'heure de s'aimer         | Tous les candidats restants                                                          |
| 2       | C'est l'heure de ramer           | Tous les candidats restants                                                          |
| 3       | Avant de mourir                  | Tous les candidats restants                                                          |
| 4       | Coincé au pôle                   | Brigitte, Audrey, Joëlle, Marilou et Sarah-Laurie                                    |
| 5       | Comment ne pas aimer New York ?  | Audrey, Joëlle, Marilou, Leshawna, Lucas, Tania, Gontran, DJ et Sarah-Laurie         |
| 6       | Baby                             | Loïc, Harold et Justin (et le yéti)                                                  |
| 6       | Je suis navrée                   | Brigitte                                                                             |
| 7       | Eine Kleine                      | Alejandro, Audrey, Joëlle, Marilou, Leshawna, Tania, Lucas, Gontran et Simon         |
| 8       | Gypsy Rap                        | Sarah-Laurie, Marilou, Jordy et Joëlle                                               |
| 9       | Oui, très chère                  | Sarah-Laurie, Lucas et Gontran                                                       |
| 10      | Chanson de marin                 | Alejandro, Jordy, Audrey, DJ, Joëlle, Marilou, Édith, Gontran, Sarah-Laurie et Simon |
| 11      | Oh, ma Édith                     | Gontran et Joëlle                                                                    |
| 12      | Sauve l'émission                 | JF et Brigitte                                                                       |
| 12      | P'tites sœurs                    | Leshawna                                                                             |
| 13      | Cet indice, nous le trouverons   | Audrey, Lucas, Joëlle, Marilou, Gontran et Sarah-Laurie                              |
| 14      | Combat pour l'or                 | Hugo et Joëlle                                                                       |
| 15      | Voleuse de baisers               | Audrey et Marilou                                                                    |
| 16      | Tondons le mouton                | Marilou, Audrey et Joëlle                                                            |
| 17      | La Tête de Joëlle                | Alejandro, Audrey, Hugo, Marilou, Gontran et Sarah-Laurie                            |
| 18      | Bérangère n'est pas son vrai nom | JF                                                                                   |
| 19      | Bérangifique                     | Bérangère, Louis, Audrey, Hugo, Marilou et Gontran                                   |
| 20      | Une petite leçon chinoise        | Alejandro, Bérangère, Louis, Jordy, Hugo, Marilou et Sarah-Laurie                    |
| 21      | Debout !                         | Alejandro, Hugo, Marilou et Sarah-Laurie                                             |
| 22      | Condor                           | Alejandro, Marilou, Jordy et Sarah-Laurie                                            |
| 23      | Voilà comment ça finit           | Alejandro et Marilou                                                                 |
| 24      | Qui vas-tu soutenir ?            | Brigitte, JF, Audrey et Harold                                                       |
| 24      | Je vais gagner cette manche      | Audrey, Harold et Gontran                                                            |
| 25      | Une fortune m'attend             | Alejandro, Jordy, Marilou et Sarah-Laurie                                            |
| 26      | Je vais gagner                   | Alejandro, Audrey, Marilou et Harold                                                 |